# Zéro (chiffre)
Chiffre zéro, 0
Ne doit pas être confondu avec le nombre zéro
Cet article concerne le chiffre zéro. Pour les autres significations, voir Zéro (homonymie).
Le zéro (0) est un chiffre arabe, utilisé notamment pour signifier le nombre zéro.

Le terme « chiffre » désigne ici le signe scriptural utilisé pour écrire des nombres ou des numéros. Le terme « nombre » se réfère, quant à lui, à l’objet mathématique en tant que quantité et aux concepts qui s’y rapportent.
Avec les autres chiffres arabes, il est utilisé par le monde occidental et le reste du monde pour l'écriture des nombres (notamment dans le cadre du système de numération indo-arabe), ainsi que pour la plupart des systèmes de numérotation.

## Évolution du glyphe
Le zéro a été inventé vers le Ve siècle en Inde. L'astronome et mathématicien Brahmagupta dessine le vide, le néant, le rien et il invente alors un signe pour l'absence, donc ouvrant le chemin de la représentation à ce qui n'était pas représentable et quantifié jusque-là.

## Affichage à sept segments
Voici le « 0 » dans un affichage à sept segments, utilisé notamment sur certains écrans de visualisation :

Affichage du « 0 ».